# Desolakerrus
Desolakerrus là một chi bọ cánh cứng trong họ 
Elateridae.
Chi này được miêu tả khoa học năm 1978 bởi Stibick.

## Các loài
Chi này có các loài:
- Desolakerrus pallidus (Becker, 1966)